# 境界 (位相空間論)

紺色の部分が、水色で表された集合の境界となっている。

一般位相において位相空間 X の部分集合 S の境界（きょうかい、英語: boundary, frontier）とは、S の中からも外からも近づくことのできる点の全体の成す X の部分集合のことである。もうすこし形式的に言えば、S の触点（閉包に属する点）のうち、S の内点（開核に属する点）ではないものの全体の成す集合のことである。S の境界に属する点のことを、S の境界点(boundary point) と呼ぶ。S が境界を持たない (boundaryless) とは、S が自身の境界を包含しないこと、あるいは同じことだが境界点がひとつも S に属さないことをいう。集合 S の境界を表すのに、bd(S), fr(S), ∂S のような記法がしばしば用いられる。代数的位相幾何学における境界 (boundary) の概念との区別のため、ここでいう境界に対応する語として "boundary" の代わりに "frontier" を用いることがある（たとえば松坂『集合・位相入門』）。
集合 S の境界の連結成分のことを、S の境界成分 (boundary component) という。

## よくある定義
位相空間 X の部分集合 S の境界について、複数の（しかし互いに同値な）定義の仕方がある。よく用いられるものとしては
- S の閉包から S の開核を除いたもの{\displaystyle \partial S:={\bar {S}}\setminus S^{\circ }=\operatorname {Cl} (S)\setminus \operatorname {Int} (S)=S^{a}\setminus S^{i}.}
- S の閉包と S の補集合の閉包との共通部分{\displaystyle \partial S:={\bar {S}}\cap {\overline {S^{\scriptscriptstyle \complement }}}=\operatorname {Cl} (S)\cap \operatorname {Cl} (S^{\scriptscriptstyle \complement })=S^{a}\cap (S^{\scriptscriptstyle \complement })^{a}.}
- X の点で S の内部にも外部にも属さない点{\displaystyle \partial S:=(S^{\circ }\cup (S^{\scriptscriptstyle \complement })^{\circ })^{\scriptscriptstyle \complement }=(\operatorname {Int} (S)\cup \operatorname {Int} (S^{\scriptscriptstyle \complement }))^{\scriptscriptstyle \complement }=(S^{i}\cup (S^{\scriptscriptstyle \complement })^{i})^{\scriptscriptstyle \complement }}ここで外部とは補集合の内部のことである。
- X の点 p で、p の任意の近傍が S に属する点と属さない点をともに少なくともひとつ含むようなもの全体の成す集合。

などである。

## 例

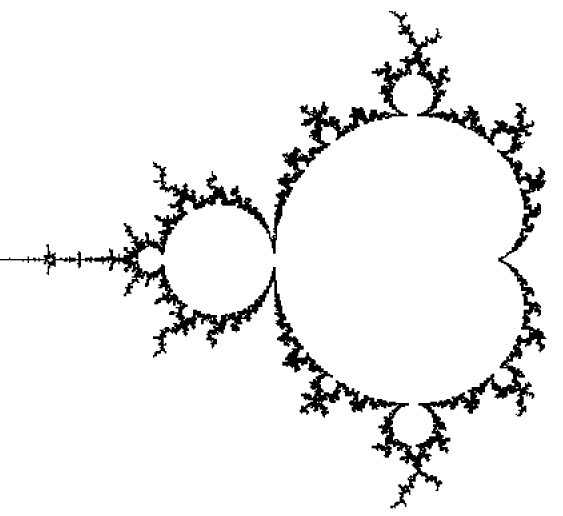
マンデルブロ集合の境界

実数直線 R に通常の位相（つまり、開区間を開基とする位相）を考えると、たとえば
- ∂(0,5) = ∂[0,5) = ∂(0,5] = ∂[0,5] = {0,5}
- ∂Q = R
- ∂(Q ∩ [0,1]) = [0,1]

などが成立する。最後のふたつの例は、内点を持たない稠密集合の境界はその集合の閉包に一致するという一般的な事実を説明するものになっている。 
有理数全体の集合に通常の位相（R の部分位相空間としての位相）を考えた位相空間の中では、a が無理数であるときの区間 (−∞, a) の境界は空集合である。
集合の境界というのは位相的な概念であり、集合に入れる位相を変えれば（同じ集合であっても）何が境界であるかが変わってくる。例えば、通常の位相を持つ R2 における閉円板 Ω = {(x, y) | x2 + y2 ≤ 1} の境界は、この円板を囲む円周 ∂Ω = {(x, y) | x2 + y2 = 1} である。もしここで、この円板を通常の位相をもつ R3 の部分集合 Ω = {(x, y, 0) | x2 + y2 ≤ 1} と見るならば、この円板の境界は円板自身 ∂Ω = Ω であり、また円板それ自身を（相対位相に関する）位相空間と見れば、その境界は空となる。

## 性質
- 集合の境界は閉である。
- 集合の境界は補集合の境界に等しい： ∂S = ∂(Sc)。

これらのことから以下のようなことが従う。
- p が集合の境界点となる必要十分条件は、p の任意の近傍が少なくとも一つその集合の点を含みかつ少なくとも一つその集合の補集合の点を含むことである。
- 集合が閉であることの必要十分条件は、その集合が自身の境界を包含することであり、開であることの必要十分条件はその集合が自身の境界と交わりを持たないことである。
- 集合の閉包はその集合自身とその境界との和に等しい：Cl(S) = S ∪ ∂S。
- 集合の境界が空であることの必要十分条件は、その集合が開かつ閉 (clopen) であることである。
- Rn における任意の閉集合は、適当な集合の境界になっている。

A' は緑色の部分を含み赤色の部分を含まない。

S の各点は内点であるか境界点であるかのいずれかである。また、S の各点は集積点であるか孤立点であるかのいずれかである。同様に、S の各境界点は集積点であるか孤立点であるかのいずれかである。Rnの部分集合の孤立点は常に境界点である。

## 境界の境界
如何なる集合 S についても ∂S ⊇ ∂∂S が成立する。ここで等号は S の境界が内点を持たないとき、かつそのときに限り成り立つ。これは S が開または閉であるときにも正しい。任意の集合の境界が閉となることから、∂∂S = ∂∂∂S は如何なる集合 S についても成り立つ。したがって、境界をとる操作は弱い意味で冪等である。特に、集合の境界の境界はふつう空でない。
多様体や単体および単体的複体の境界に関する議論では、しばしば境界の境界はつねに空であるという主張を目にすることもあるだろう。実際、特異ホモロジーの構成はこの事実に決定的に基づいている。この明らかな不整合に対する説明としては、この項目の主題となる位相的な境界と、多様体や単体的複体の境界とは少し異なる概念であるからということになる。例えば閉円板をそれ自身位相空間とみなしたときの位相的な境界は空集合だが、円板自身を多様体と見なしたときの境界は円板自身の円周である。

## 注記
1. ↑  原文ではここで「距離の概念からくる非有界集合 (unbounded set) と区別して」という補足を付けているが、日本語では混乱はあるまい。
2. 1 2  最初のふたつはそれぞれ boundary, frontier の省略形からきている（が、省略の仕方は変えてもいいし省略しなくてもいい）。これ以外の記法としては、松坂では frontier の頭文字を右肩に載せる Sf を用いている。内部 (interior) = 開核 (open-kernel) や触集合 (adherence) = 閉包 (closure) あるいは補集合 (complement) などについても同様の記法を使う。閉集合については上付きバーで表すこともあるが、日本の教育数学方言では補集合にバーを使う傾向があり紛らわしい。
3. ↑  原文では Willard, General Topology が挙げられている